# Devon Makin
Devon Makin (11 novembre 1989) è un calciatore beliziano, centrocampista del Police United e della Nazionale beliziana.

## Carriera

### Club
Dopo aver militato nel Belmopan Blaze e nel Toledo Ambadassors, nel 2012 viene acquistato dal Police United, squadra della massima serie beliziana.

### Nazionale
Debutta in Nazionale il 20 gennaio 2013, in Belize-Guatemala (0-0).